# 소비에트 민정청
소비에트 민정청(한국 한자: 소비에트民政廳, 러시아어: Советская гражданская администрация) 또는 소련군정은 태평양 전쟁에서 승리한 소련군이 한반도의 삼팔선 북쪽을 점령하고 설치한 소련의 통치 기구다. 이름만 민정청이지 사실상 군정이었다. 소련은 미국의 재조선 미국 육군사령부 군정청과 달리 북쪽에는 직접 통치는 그리 오래하지 않았다. 1946년 2월 9일에 북조선림시인민위원회를 출범시켜 표면적으로 조선민주주의인민공화국 임시정부 구실을 하게하면서, 소련군이 철수할 때까지 민정청이 이를 지휘감독하였다.

## 상륙 작전
소련은 1945년 8월 8일에 일본 제국에 선전포고를 하고 곧바로 8월 9일 자정을 시작으로 만주국과 웅기군 상륙을 시도하였다. 경흥군, 웅기군 등은 이미 8.15광복 이전부터 최초로 점령된 장소가 되었고 소비에트 연방은 곧바로 8월 12일에 나진시를 거쳐 8월 13일 청진시를 공격하였는데 이곳은 3~5일 정도 걸렸으며 소련이 무려 300명의 군인들이 목숨을 잃었다고 한다. 반면 일본 제국의 나남사단 등은 500명이 죽고 2500명은 포로로 잡혀나갔다. 그 후, 소련은 남진을 계속하였으며 원산을 점령한 후, 8월 24일에는 평양을 점령하였다. 소련은 북한에는 사회주의를 도입할 단계가 아니며 그 전단계라고 불리던 부르주아 민주주의를 건설하자는 목표였다.

## 군정기
소련이 만주 전략공세작전을 통해 경흥군 웅기(雄基)를 거쳐 청진시를 공격하였다. 그 이후에도 계속해서 남하하여 38선 북쪽을 완전히 점령하였다. 소련은 결국 소련군 제88독립보병여단 소속으로서 소련 당국의 꼭두각시로 활동할 것으로 기대되었던 김일성을 위원장으로 추대하여 6개월간 소련군정을 실시했다.
1946년 2월 16일부터는 북조선인민위원회가 설립되어 1948년 9월 9일 조선민주주의인민공화국이 수립될 때까지 계속되었다. 민의와 무관하게 소련군의 도움으로 인민위원장이 된 김일성은 해방 직전 5년간 소련군에서 교육과 훈련을 받은 소련의 대리인에 불과하였고, 중요한 사안에 대한 결정은 계속 소련군이 내렸다.
당시의 북한 통치 업무는 "스탈린을 수반으로하는 소련최고사령부 → 보로실로프의 연해주군관구 사령부 → 평양의 제25군 → 소련 민정청 → 김일성을 수반으로하는 북조선(임시)인민위원회"의 명령 계통으로 진행되었다. 김일성이 1946년 2월 8일 임시인민위원장이 된 직후인 1946년 3월 5일 단행된 북한의 토지개혁 등 중요한 사안은 소련 민정청에서 결정, 실행하였다.
소련 군정기 동안 북한 지역의 민족주의 진영 대표이던 조만식은 당국에 반항하다가 권력에서 밀려났고, 한반도 좌익 진영 내의 헤게모니도 조선공산당 지도자이던 박헌영 등에서 김일성으로 옮겨지기 시작했다.

## 같이 보기
- 재조선미육군사령부군정청
- 만주 전략공세작전
- 웅기 상륙 작전
- 청진 상륙 작전
- 북조선인민위원회
- 한국의 군정기